# Île d’Arz
Die Île d’Arz ist eine Insel und eine französische Gemeinde mit 317 Einwohnern (Stand 1. Januar 2022) im Département Morbihan in der Bretagne in Frankreich.
Sie befindet sich im Golf von Morbihan etwa drei Kilometer vor der bretonischen Küste nahe Vannes. Sie ist etwa 2,5 Kilometer lang und 2 Kilometer breit und eine der beiden Inselgemeinden im Golf von Morbihan. Das Gemeindegebiet gehört zum Regionalen Naturpark Golfe du Morbihan.

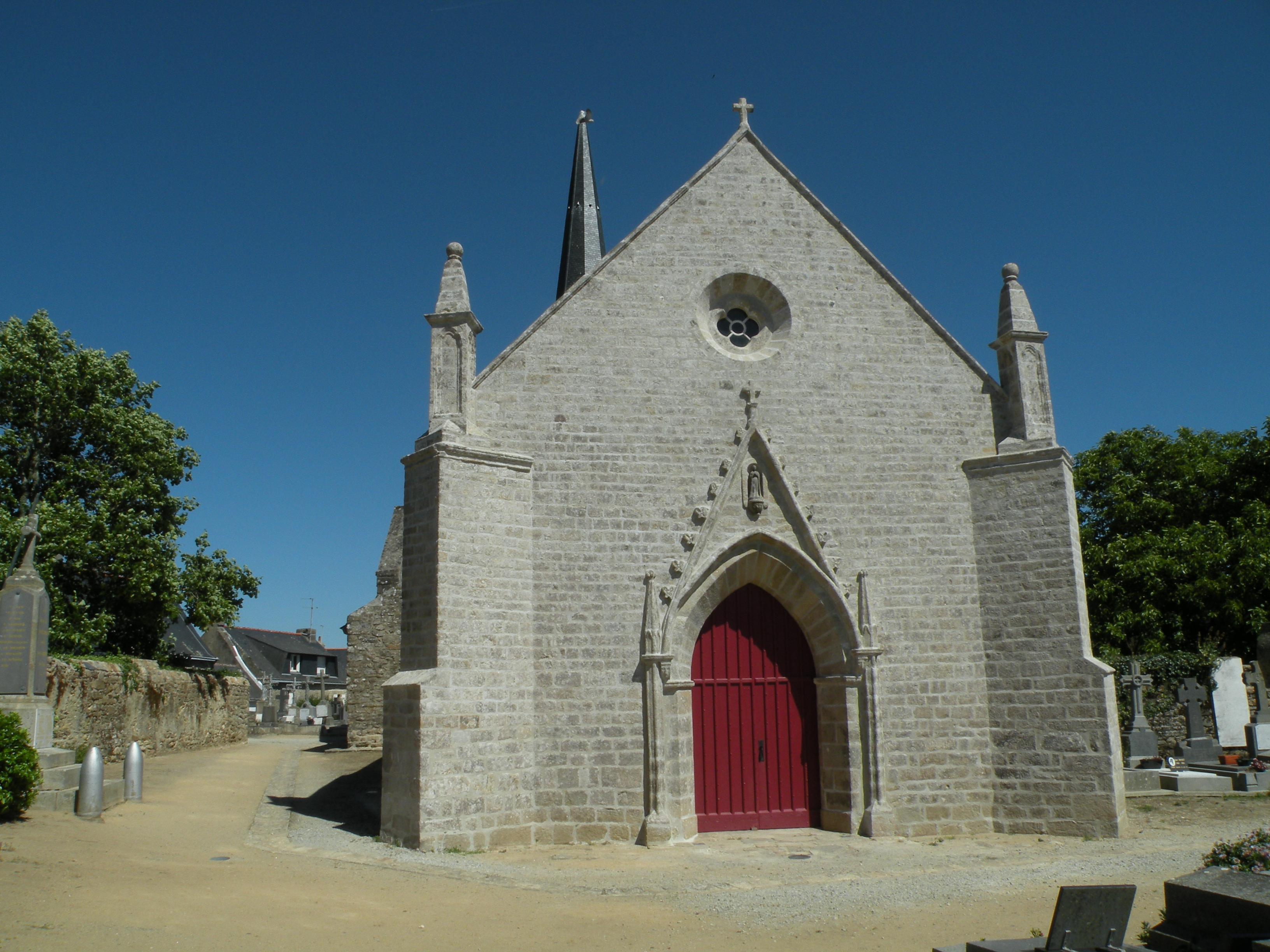
Kirche La Nativité-de-Notre-Dame (Mariä Geburt)

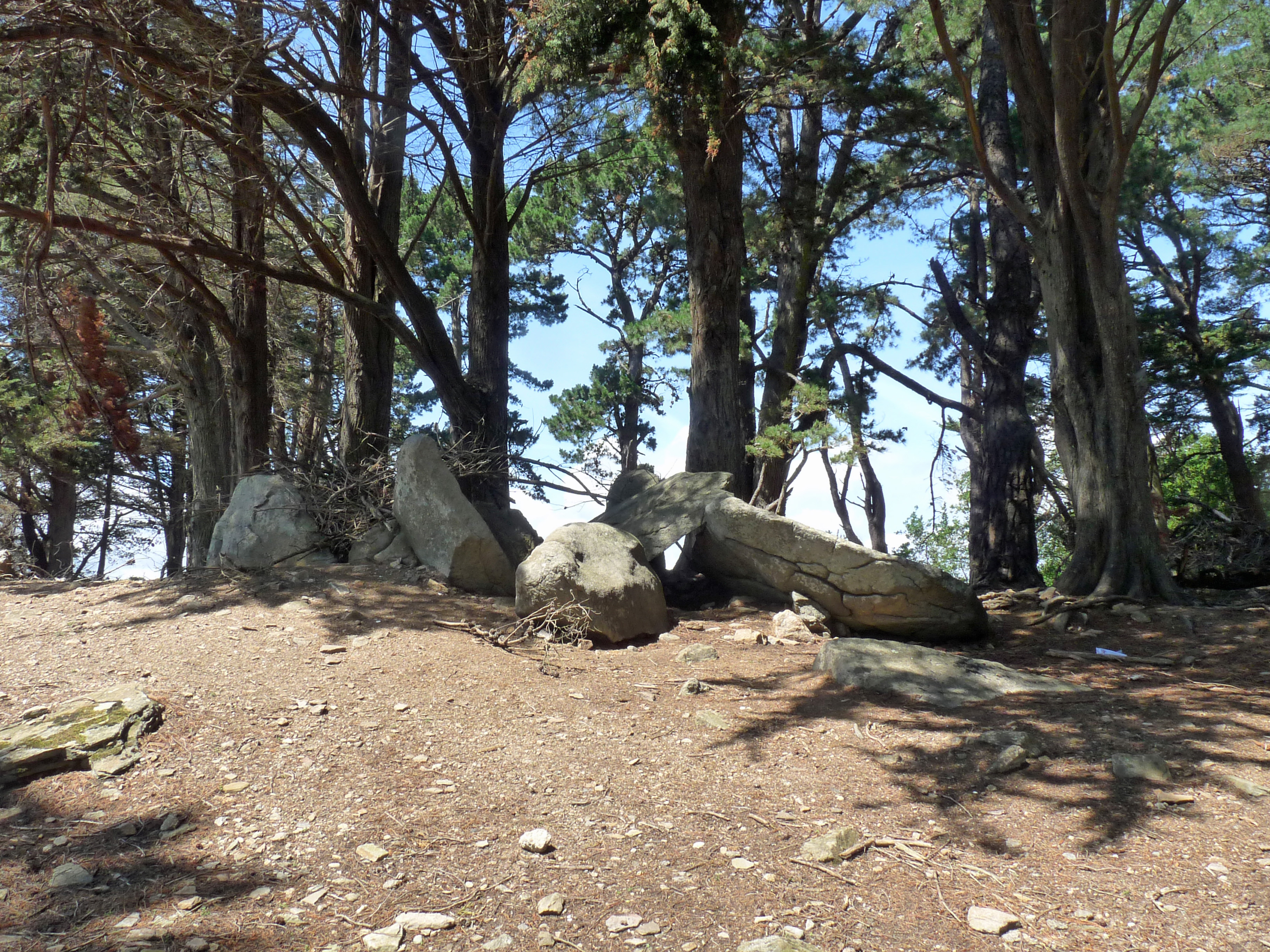
Dolmen Pen Liouse

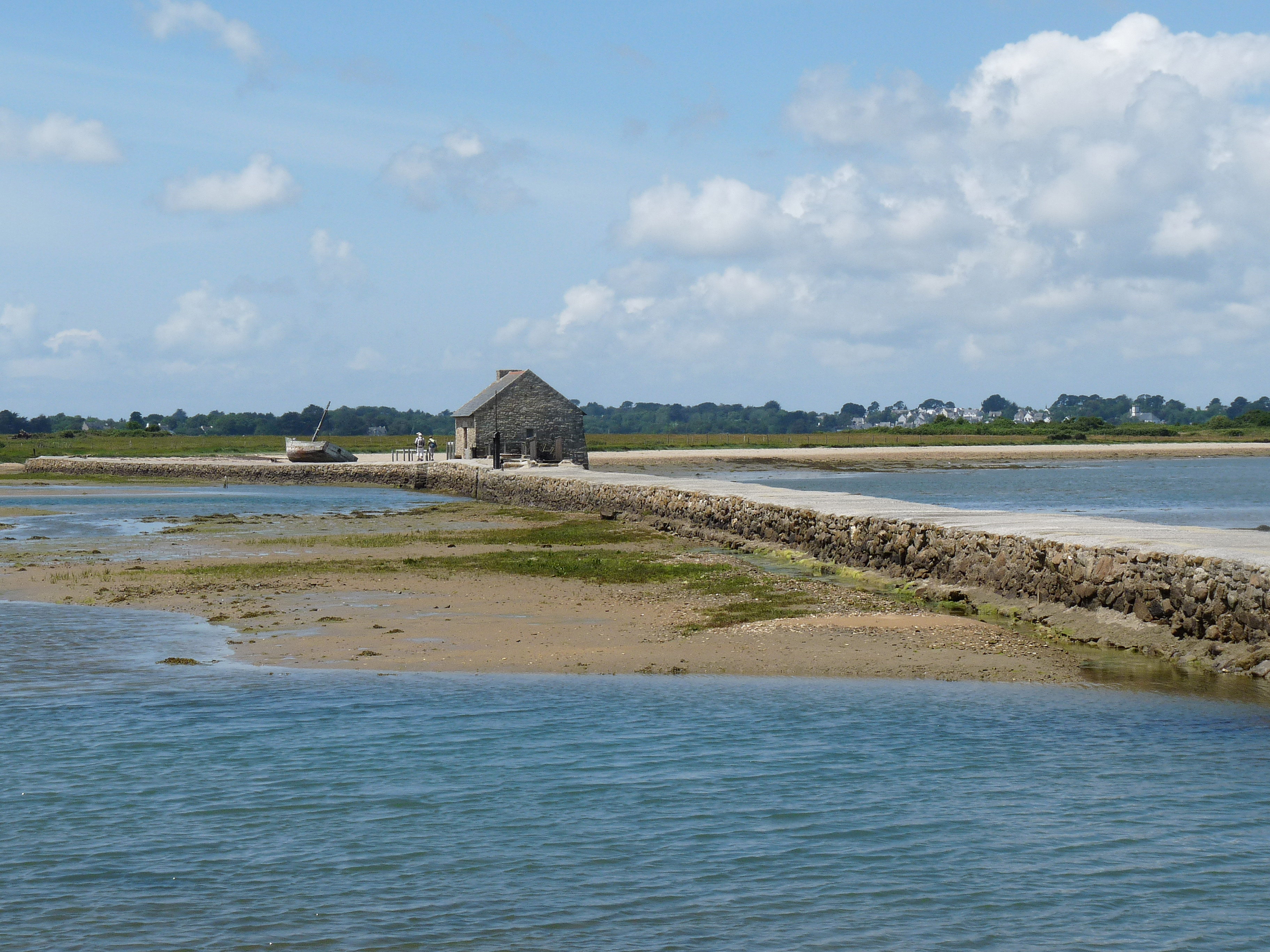
Gezeitenmühle - Moulin du Berno

Auf der Insel hat die größte Segelschule Frankreichs, Les Glénans, einen ihrer Sitze. Dort werden praktische und theoretische Segelkurse angeboten.
Die Insel bekommt in der Hauptsaison bis zu 2500 Besucher täglich. Pro Jahr belaufen sich die Besucherzahlen auf etwa 200.000.
Auf der Insel liegt der Dolmen à couloir von „Pen Raz“, die Dolmen de la Pointe de Liouse und eine Gezeitenmühle (Moulin à marée).

## Bevölkerungsentwicklung
| Jahr                       | 1962 | 1968 | 1975 | 1982 | 1990 | 1999 | 2011 | 2019 |
| Einwohner                  | 506  | 424  | 332  | 277  | 256  | 231  | 243  | 227  |
| Quellen: Cassini und INSEE |      |      |      |      |      |      |      |      |

## Baudenkmäler
Siehe: Liste der Monuments historiques in Île d’Arz